# Yuki Chitose
Yuki Chitose (夕季 ちとせ (Tịch-Quý Thiên-Niên) 10 tháng 10 năm 1991 –) là một nữ diễn viên khiêu dâm người Nhật Bản. Cô thuộc về công ti ACT. Tên diễn trước đây của cô là Saegusa Chitose (七草 ちとせ/さえぐさ ちとせ) và Yura Chitose (由來 ちとせ/ゆら ちとせ).

## Đời tư
Tháng 9/2014, cô ra mắt ngành phim khiêu dâm dưới tên Saegusa Chitose. Tháng 7/2016, cô chuyển công ti từ Orb Entertainment sang Arrows. Cô cũng đổi tên diễn thành Yura Chitose.
Sở thích của cô là đi bộ và làm bánh kẹo.
Đạo diễn phim khiêu dâm Masaki Nao nói rằng cô là "một con đĩ thật sự và tỏa sáng. Cô thích đổ lỗi cho đàn ông và bị đổ lỗi. Cô có cả tính cách S (lạc loài) và M (sầu muộn). Cô rất thích SEX (không phải công việc)."
Tháng 6/2018, cô thông báo sẽ rời ngành phim khiêu dâm trên Twitter. Trong cuối thông báo, cô nói rằng "nếu tôi trở lại thế giới phim khiêu dâm, tôi mong các bạn sẽ đón chào tôi với một nụ cười".
5/10/2019, cô hoạt động lại trên Twitter.
25/6/2020, cô trở lại ngành dưới tên Yuki Chitose. Cô thuộc về công ti ACT.
7/7/2021, cô thông báo sẽ rời công ti chủ quản.
26/9/2021, cô thông báo sẽ tham gia công ti chủ quản mới Y's Promotion.